# 山田村 (富山県東礪波郡)
山田村（やまだむら）は、富山県東礪波郡にかつて存在した村である。現在は同県南砺市にあたる。
村名は旧山田郷からとられた。

## 地理
砺波平野の南部に位置した。
- 河川：吐川

## 歴史
- 1889年4月1日：町村制の施行により、礪波郡山田村が発足する。
- 1896年：郡制の施行のため、礪波郡が分割して、東礪波郡が発足により、東礪波郡に所属となる。
- 1952年5月1日：西礪波郡福光町、石黒村、西太美村、広瀬村、広瀬館村、太美山村、東太美村、吉江村、東礪波郡北山田村及び山田村が合併して、西礪波郡福光町が発足する。
- 1956年2月1日：東礪波郡城端町が西礪波郡福光町の区域の内、旧東礪波郡山田村の区域の一部である、大字細木、大字大窪、大字雁巻島、大字梅井、大字中筋、大字野田字村中島及び大字野田字蝋木島の区域を編入する。
- 2004年11月1日：東礪波郡福野町、城端町、平村、上平村、利賀村、井波町、井口村及び西礪波郡福光町が合併して、南砺市が発足する。旧山田村の区域は南砺市の一地区となる。

## 交通

### 鉄道路線
- 城端線 越中山田駅

### 道路
高速道路
- E41東海北陸自動車道 福光IC - 1992年供用開始

一般国道
- 国道304号 - 1970年指定